# 代号
代号通常属于一个特定的名称系统。用于代表另外一个秘密的名字。比如特别的军事行动的名称和在商业竞争中产品内部使用的开发名称等。

## 计算机工业的商业代号
一个项目代号或開發代號通常是单字、短语或首字母缩写）是工业、学术界、政府部门开发的一个项目名称。

### 使用项目代号的原因
- 在组织中唯一鉴别一个项目。代号名称在组织中频繁用于外界通用的商业行话，不与已存在的技术冲突。
- 帮助主要的秘密项目对抗竞争对手。一些公司用正常手续改变项目名字进一步地加剧混乱竞争。

### 知名的计算机项目代号
- 微軟公司產品的開發代號：
  - Windows 95：Chicago
  - Windows 98：Memphis
  - Windows XP：Whistler
  - Windows Vista：Longhorn
  - Windows 8.1：Blue

- 「海王星計劃」：台灣彰化縣政府爭取Google公司在該縣設立資料中心時用的計劃代號。